# 潮格旗
潮格旗，中华人民共和国旧旗名。
1970年，析乌拉特中后联合旗西部地区置，治所在今内蒙古自治区乌拉特后旗潮格温都尔。1981年改称乌拉特后旗，迁治赛乌苏镇。 